# Viaduc du canal Saint-Denis
Le viaduc du canal Saint-Denis est un pont autoroutier français situé à Saint-Denis, dans le département de la Seine-Saint-Denis en région Île-de-France.

## Situation
L'autoroute A86 emprunte ce viaduc pour franchir le canal Saint-Denis et la rue Francis-de-Pressensé, laquelle se trouve à Aubervilliers et à Saint-Denis.

## Description
Le viaduc est composé de deux ponts indépendants : celui au nord supporte les voies de circulation de l'A86 extérieure et celui au sud supporte les voies de l'A86 intérieure.

## Historique
Ce viaduc a été doublé en 1998.